# Кусаче (община Соколац)
Кусаче (на сръбски: Кусаче) е село в Босна и Херцеговина, разположено в община Соколац, в ентитета на Република Сръбска. Намира се на 877 метра надморска височина. Населението му според преброяването през 2013 г. е 70 души, от тях: 70 (100 %) сърби.

## Население
Численост на населението според преброяванията през годините:
- 1961 – 220 души
- 1971 – 194 души
- 1981 – 133 души
- 1991 – 139 души
- 2013 – 70 души